# The Kick Inside
The Kick Inside är den engelska sångerskan och musikern Kate Bushs debutalbum. Det lanserades i februari 1978 på EMI Records. Skivan blev en stor framgång i Europa mycket tack vare hitsingeln "Wuthering Heights" som blev singeletta i Storbritannien. Det var första gången en kvinnlig artist toppade den brittiska singellistan med en egenkomponerad låt. Även skivans andra singel "The Man with the Child in His Eyes" blev framgångsrik med en sjätteplats på singellistan.
Skivans omslag var helt olika på de europeiska och amerikanska utgåvorna, men låtlistan var lika. Skivan utgavs även med andra omslag i Kanada, Japan, Jugoslavien och Uruguay.

## Låtlista
Alla låtar skrivna av Kate Bush.
1. "Moving" (3:01)
2. "The Saxophone Song" (3:51)
3. "Strange Phenomena" (2:57)
4. "Kite" (2:56)
5. "The Man With The Child In His Eyes" (2:39)
6. "Wuthering Heights" (4:28)
7. "James And The Cold Gun" (3:34)
8. "Feel It" (3:02)
9. "Oh To Be In Love" (3:18)
10. "L'Amour Looks Something Like You" (2:27)
11. "Them Heavy People" (3:04)
12. "Room For The Life" (4:03)
13. "The Kick Inside" (3:30)

## Listplaceringar
| Lista (1978)   | Position                |
| -------------- | ----------------------- |
| Australien     | 3 (Kent Music Report)   |
| Finland        | 2                       |
| Frankrike      | 3                       |
| Island         | 5 (Visir Vinsældalisti) |
| Italien        | 12 (Musica e Dischi)    |
| Japan          | 37 (Oricon)             |
| Kanada         | 95 (RPM)                |
| Nederländerna  | 1                       |
| Norge          | 4 (VG-lista)            |
| Nya Zeeland    | 2                       |
| Storbritannien | 3 (UK Albums Chart)     |
| Sverige        | 8 (Sverigetopplistan)   |
| Västtyskland   | 21                      |